# بیل مایرسکا
بیل مایرسکا (انگلیسی: Bill Myerscough; ۲۲ ژوئن ۱۹۳۰ – ۱۶ مارس ۱۹۷۷) بازیکن فوتبال اهل بریتانیا بود.
از باشگاه‌هایی که در آن بازی کرده‌است می‌توان به باشگاه فوتبال روترهام یونایتد، باشگاه فوتبال مکلسفیلد تاون، باشگاه فوتبال استون ویلا، باشگاه فوتبال کاونتری سیتی، باشگاه فوتبال والسال، و باشگاه فوتبال ورکسام اشاره کرد.